# Městská autobusová doprava ve Středočeském kraji
Přehled provozů městské autobusové dopravy na území Středočeského kraje.
Značná část kraje je pokryta integrovanými dopravními systémy Pražská integrovaná doprava a Středočeská integrovaná doprava. Do PID jsou zahrnuty městské linky v Říčanech a v Brandýse nad Labem-Staré Boleslavi.

## Okres Praha-východ

### Říčany
V roce 1991/1992 měla městská doprava Říčany v krajském jízdním řádu číslo 11171 a zahrnovala jedinou linku, s číslem 1, od ČSAD k Olivovně. Od 28. května 2000 byla městská linka ČSAD Praha-Vršovice zahrnuta do PID pod číslem 499 (licenční číslo 285499), bezprostřední okolí Říčan obsluhovalo ještě několik dalších linek s podobnými čísly (497 a 498). Od 14. června 2009 byly nahrazeny prodlouženými linkami PID 303, 385 a 428 ze vzdálenějších obcí. Dopravce Connex Praha, s. r. o.
Od 3. září 2018 byly v Říčanech zavedeny mimo systém PID tři autobusové linky s bezplatným provozem, odlišené barvami: 
- 289 001 MHD Říčany Žlutá linka: Sídliště Olivovna – Nádraží – (Srnčí) – Náměstí – OÁZA (v pracovní dny 5:30–20:30, interval cca 30 až 60 minut)
- 289 002 MHD Říčany Červená linka: Kuří – Hřbitov – Náměstí – (Srnčí) – Nádraží – Nemocnice – Pacov, ZŠ Nemo / Strašín, Pastelkov (v pracovní dny 5:30–20:30, interval cca 30 až 60 minut)
- 289 003 MHD Říčany Modrá linka: Modletice, rozcestí Doubravice – Jažlovice – Voděrádky – Náměstí – Nádraží – (Průmyslový areál Černokostelecká) – Pacov – Březí, u křížku – Strašín, restaurace (v pracovní dny 5:30–20:30, interval cca 60 až 90 minut)

Dále jsou od stejného data zavedeny tři školní linky, označované Š1 až Š3, rovněž s bezplatným provozem: 
- 289 004 MHD Říčany školní linka Š1: Strašín, rest. – Březí, u křížku – Pacov – Pacov, ZŠ Nemo – Strašín, Pastelkov – K žel.st. – Pod Kavčí skálou – ZŠ U říčanského lesa (jeden okružní spoj ráno)
- 289 005 MHD Říčany školní linka Š2: Kuří – Hřbitov – Náměstí – Srnčí – Spojovací ZŠ – Štefánikova (jeden spoj ráno v uvedeném směru)
- 289 006 MHD Říčany školní linka Š3: Jažlovice – Voděrádky – OÁZA – Náměstí – Nádraží – Komenského náměstí – ZŠ U říčanského lesa (jeden spoj ráno v uvedeném směru)

Dopravcem na všech šesti linkách je ČSAD Benešov a.s.

### Brandýs nad Labem-Stará Boleslav
Městská linka je od 28. května 2000 linkou PID, nyní má číslo 478 (licenční číslo 288478), která má několik variant tras, hlavní varianta je polookružní. Dopravcem byl ČSAD Střední Čechy,spol. s r.o.
V roce 1991/1992 měla městská doprava souhrnné číslo linky 10440 a zahrnovala linky 10441 (Rudé armády, sídliště – Motorlet), 10442 (Vosí hnízdo – Vrábí) a 10443 (Rozc. k nemocnici – Autobusové stanoviště).

## Okres Praha-západ

### Jesenice
Město Jesenice v červenci 2016 chystalo zavedení nových linek školního autobusu města Jesenice pro školní roky 2016/2017 a 2017/2018. Důvodem bylo jednak přetížení individuální automobilovou dopravou v okolí školy, za druhé výrazný růst počtů žáků a nutnost zřízení dalších dočasných míst pro zajištění školní výuky, za třetí značná nespolehlivost provozovatele školní linky PID 442 Arriva Praha – častá zpoždění, vynechání spoje a problémy s řidiči společnosti. Nové školní linky mají zajišťovat ranní svoz žáků do ZŠ v ul. K Rybníku, převoz žáků 5 tříd do odděleného pracoviště v SUNNY Canadian School, následně odpolední odvoz zpět k ZŠ a nakonec odpolední rozvoz dětí dle ukončení výuky jednotlivých ročníků. Městský úřad má pro tento účel dotaci cca 1,5 milionu. Současně došlo ke zrušení 4 školních spojů linky PID č. 442.

### Mníšek pod Brdy
Na portálu IDOS je jako MHD Mníšek pod Brdy uváděna linka PID č. 447, omezená na území města. Deset párů spojů jezdí pouze v pracovní dny na trase Náměstí - Železniční stanice, 3 z nich jedou až z/do zastávky OPS Magdaléna, 1 spoj zajíždí k základní škole. Na lince platí běžný tarif PID. Dopravcem je místní firma Martin Uher, která na linku nasazuje minibus.

## Okres Benešov

### Benešov

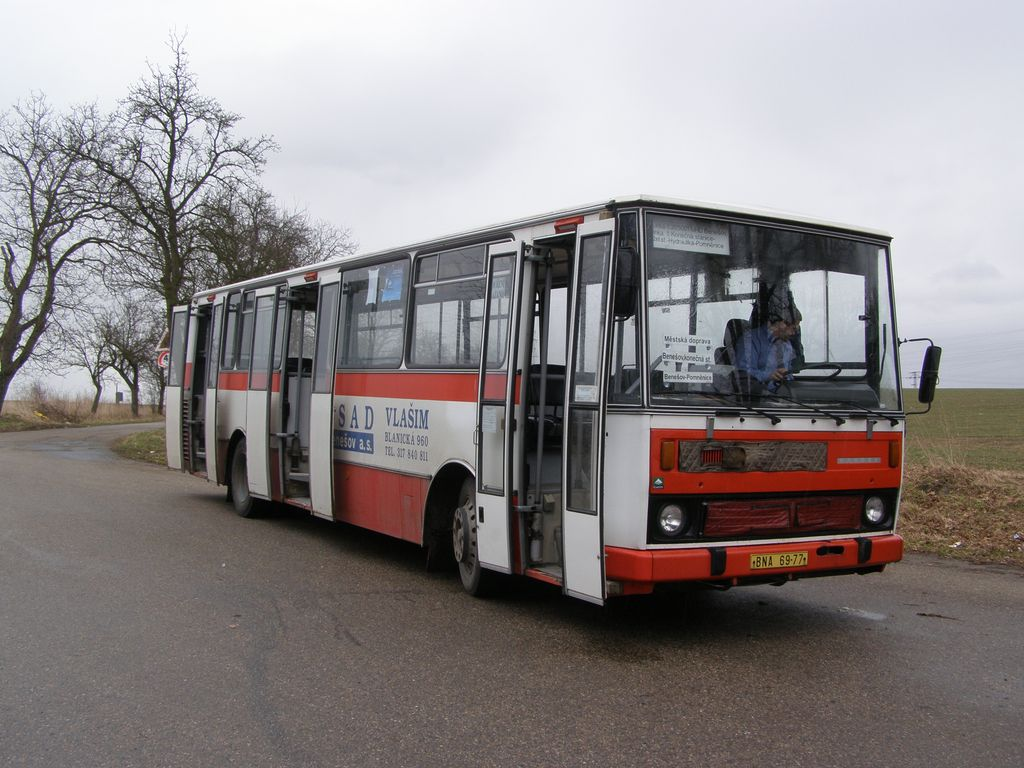
Autobus benešovské MHD linky 1 na konečné v Pomněnicích

Linky městské dopravy č. 1 a 2 mají licenční čísla 205001 a 205002. Dopravcem je ČSAD Benešov a. s., člen skupiny ICOM transport. Do konce roku 2004 se používaly děrovací jízdenky z předprodeje, které v obvodu MHD platily i na regionálních linkách. Linka 1 sdružuje dvě různé trasy, Benešov, konečná stanice – Pomněnice a dnes již neprojížděnou trasu Benešov, aut. st. – Konopiště.
Autobusová linka 200011 (E11, původně 200001) Benešov - Chotýšany - Vlašim byla od 1. září 2004 označována jako Integrovaná doprava ČSAD Benešov. Jízdní doklad z této linky platil po dobu třiceti minut i na linkách MHD Benešov a Vlašim. Jízdenky z MHD však neplatily na této lince. 9. prosince 2007 bylo do SID začleněny další linky regionu. Linky MHD však dosud do SID oficiálně zařazeny nebyly.
Dvě linky MHD č. 1-2 byly zavedeny v roce 1970, roku přibyla 1977 třetí linka. V roce 1991/1992 byla městská doprava Benešov vedena pod číslem linky 12270 a zahrnovala linky 12271 (Černý les – Staviva), 12272 (Spořilov II, MŠ – Hydraulika) a 12273 (Spořilov II, MŠ – Černý les). Ve druhé polovině 90. let byly tři linky sloučeny do dvou.
Od 1. září 2020 byly původní dvě linky nahrazeny třemi novými linkami MHD Benešov s barevným označením a licenčními čísly 205001 MHD Benešov 1 ORANŽOVÁ, 205002 MHD Benešov 2 ZELENÁ, 205003 MHD Benešov 3 MODRÁ. Dopravcem na linkách zůstal ČSAD Benešov, který na MHD provozuje tři minibusy Rošero First. Z původních 35 spojů v pracovní dny vzrostl jejich počet na 66 v pracovní dny.  
205001 MHD Benešov ORANŽOVÁ jezdí od Kauflandu do Vlašimské, dopravního hřiště, a to přes nové zastávky v lokalitě Červené Vršky, nemocnici, centrum, dopravní terminál a sídliště Na Bezděkově. Dopoledne je zajištěna návaznost na rychlíky R17 do Prahy ze směru Kaufland a naopak odpoledne návaznost od rychlíků R17 z Prahy ve směru Kaufland. 
205002 MHD Benešov ZELENÁ jezdí od MŠ Úsměv do ulice Jana Nohy, a to přes technické služby, centrum, dopravní terminál, plavecký stadion a Mariánovice, kam nově MHD zajíždí až přímo do obytné zástavby. Dopoledne je zajištěna návaznost na rychlíky R17 do Prahy ze směru MŠ Úsměv a naopak odpoledne návaznost od rychlíků R17 z Prahy ve směru MŠ Úsměv.
205003 MHD Benešov MODRÁ jezdí z Bukové Lhoty do Mariánovic, rozc., a to přes Vidlákovu Lhotu, místní část obce Chlístov Žabovřesky, Pomněnice, centrum, dopravní terminál a plavecký stadion. Dopoledne je zajištěna návaznost na rychlíky R17 do Prahy ze směru Buková Lhota a naopak odpoledne návaznost od rychlíků R17 z Prahy ve směru Buková Lhota.  
Dne 14. prosince 2020 byla v souvislosti s celostátní změnou jízdních řádů a zprovozněním nového dopravního terminálu v Benešově realizována větší úprava v linkách MHD Benešov. Linky MHD Benešov začaly nově zajišťovat i dopravní obslužnost centrálního Masarykovo náměstí, kde se nachází zastávka přímo u turistického informačního centra. Z původních 66 spojů v pracovní dny jezdí nyní 117 spojů v pracovní dny.  
205761 MHD Benešov linka 1 ORANŽOVÁ jezdí od Kauflandu do Vlašimské, dopravního hřiště, a to přes nové zastávky v lokalitě Červené Vršky, nemocnici, centrum, dopravní terminál a sídliště Na Bezděkově. Dopoledne je zajištěna návaznost na rychlíky R17 do Prahy ze směru Kaufland a naopak odpoledne návaznost od rychlíků R17 z Prahy ve směru Kaufland. Linka je v provozu cca od 5 do 18 hodin v pracovní dny. Na lince jezdí 36 spojů.  
205762 MHD Benešov linka 2 ZELENÁ jezdí od MŠ Úsměv do ulice Jana Nohy, a to přes technické služby, centrum, dopravní terminál, plavecký stadion a Mariánovice, kam nově MHD zajíždí až přímo do obytné zástavby. Dopoledne je zajištěna návaznost na rychlíky R17 do Prahy ze směru MŠ Úsměv a naopak odpoledne návaznost od rychlíků R17 z Prahy ve směru MŠ Úsměv. Linka je v provozu cca od 5 do 18 hodin v pracovní dny. Na lince jezdí 34 spojů.  
205763 MHD Benešov linka 3 MODRÁ jezdí z Bukové Lhoty k sádkám na Konopišti v části Papírna. Většina spojů končí v zastávce Benica. Školní spoje jezdí ze zastávky Terminál ještě do zastávek Jiráskova a Dukelská. Na své trase linka obslouží Vidlákovu Lhotu, Žabovřesky, rozcestí na Racku, Zbožnici, Pomněnice, obchodní zónu na severu Benešova a nemocnici. Dopoledne je zajištěna návaznost na rychlíky R17 do Prahy ze směru Buková Lhota a naopak odpoledne návaznost od rychlíků R17 z Prahy ve směru Buková Lhota. Zajíždění do Zbožnice bylo realizováno od 25.1.2021. Linka je v provozu cca od 6 do 18 hodin v pracovní dny. Na lince jezdí 41 spojů.  
205764 MHD Benešov linka 4 RŮŽOVÁ vznikla k 22. 3. 2021 jako doplňková linka ve dvou základních trasách. První trasa vede ze Spořilova přes Penny Market do ulice Vlašimská, Na Chmelnici, Hráského, Zapova a Na Bezděkově a dále na dopravní terminál. Druhá varianta linky vede z Masarykova náměstí přes nemocnici a Mydlářku na Konopiště, kde linka zajíždí až přímo k turistickému informačnímu centru č. p. 4 na hrázi rybníka přímo pod zámkem Konopiště. Spoje z Terminálu na Spořilov jezdí dvakrát za den dopoledne tam a zpět. Spoj z náměstí na Konopiště jezdí jednou za den tam a zpět jede jen k nemocnici, odkud pokračuje jako linka 205761 ke Kauflandu. Na lince jezdí 6 spojů.  

### Vlašim
Linka MHD s číslem 206001, vymezena koncovými zastávkami Hrazená Lhota – Spořilov - Bolina). Jezdí pouze v pracovní dny. Dopravcem je ČSAD Benešov a. s., člen skupiny ICOM transport. V roce 1991/1992 měla linka městské dopravy Vlašim číslo 12561 a trasa byla obdobná dnešní. Do konce roku 2004 se používaly děrovací jízdenky z předprodeje, které v obvodu MHD platily i na regionálních linkách.
Autobusová linka 200011 (E11, původně 200001) Benešov - Chotýšany - Vlašim byla od 1. září 2004 označována jako Integrovaná doprava ČSAD Benešov. Jízdní doklad z této linky platil po dobu třiceti minut i na linkách MHD Benešov a Vlašim. Jízdenky z MHD však neplatily na této lince. 9. prosince 2007 bylo do SID začleněny další linky regionu. Linka MHD však dosud do SID oficiálně zařazena nebyla.
Městskou hromadnou dopravu obsluhovala v minulosti Karosa B732, která byla v roce 2005 nahrazena autobusem Mercedes-Benz Citaro. Od roku 2015 je na mhd kratší autobus  Mercedes-Benz Citaro C2K, disponující digitálními panely a informační obrazovkou v interiéru.

## Okres Příbram

### Příbram
První dvě linky MHD byly zavedeny 2. ledna 1958. V roce 1960 po připojení dalších obcí byla zavedena třetí linka, v roce 1972 měla MHD již 5 linek. V minulosti se sice uvažovalo i o zavedení trolejbusů, nikdy však k němu nedošlo. V roce 1991/1992 provozovala ČSAD Příbram pod číslem 19150 linky 1 až 17 (kromě čísla 13). V roce 1992/1993 ubyly linky 12 a 17.
Městskou dopravu v současné době (jaro 2016) představuje 30 autobusových linek s čísly 1A až 10C (licenční čísla 305001 až 305017). Páteřní trasou je linka 2A ze Zdaboře na Svatou Horu, která má přes den desetiminutový interval; sobotní a nedělní jízdní řád této linky má samostatné licenční číslo 305222. Linka 6,A,B je bezbariérová. MHD zajíždí i na území blízkých obcí, např. Dubno (linky 1, 5 a 3C), Drásov a Dubenec
, Lhota u Příbramě (linka 4), Bohutín, Háje (linka 7), Roli v městské dopravě hrají i frekventované linky PID Praha–Příbram 393 a 395 i méně frekventovaná 392, které nejsou součástí příbramské MHD.

Městskou dopravu zajišťuje dopravce Arriva Praha s.r.o., do nějž se včlenil dřívější dopravce Connex Příbram s. r. o., vzniklý transformací a odkoupením ČSAD Příbram. V MHD platí specifický nepřestupní tarif. Od 15. června 2008 byla příbramská MHD zapojena do SID, což spočívá v uznávání čipových karet (elektronických peněženek) SID na linkách MHD Příbram. Časový kupón SID pro zónu 64 na čipové kartě má stejnou platnost jako měsíční kupón pro MHD Příbram, tj. obojí platí jak na linkách MHD, tak na dalších linkách SID v zóně města.

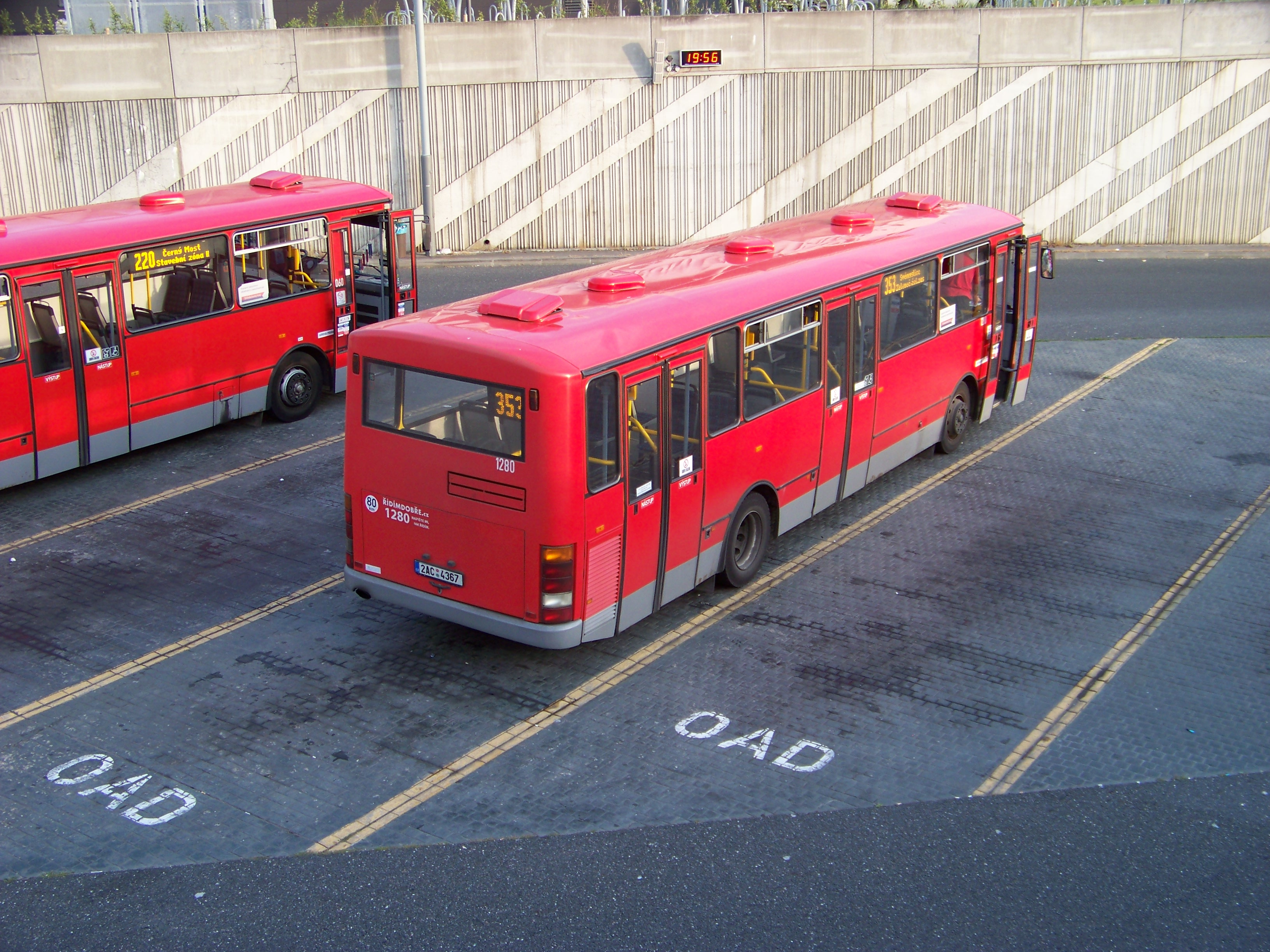
Jedna z Karos v Praze-poté prodaná do Příbrami na výslužbu

Od 14. června 2009 došlo k rozsáhlejším změnám v organizaci příbramské MHD podle projektu, který pro město Příbram zpracovala firma UDI Morava s. r. o. Počet vozů vyhrazených pro obsluhu města se snížil z 32 na 21 a linkové vedení a provoz byly optimalizovány. Z MHD byla vyčleněna doprava do okolních obcí, kterou začal financovat kraj, a v částech města dostatečně obsloužených příměstskou dopravou (Brod, Zavržice, Sázky) byla redukována městská doprava. Městských linek je tudíž deset s čísly 1–10 s dalšími podlinkami A,B,C. Součástí projektu je i linka D30 Bohutín – Trhové Dušníky napříč městem; tato linka a příměstské úseky městských linek 1, 4, 7 a 10 byly financovány mimo rámec MHD.

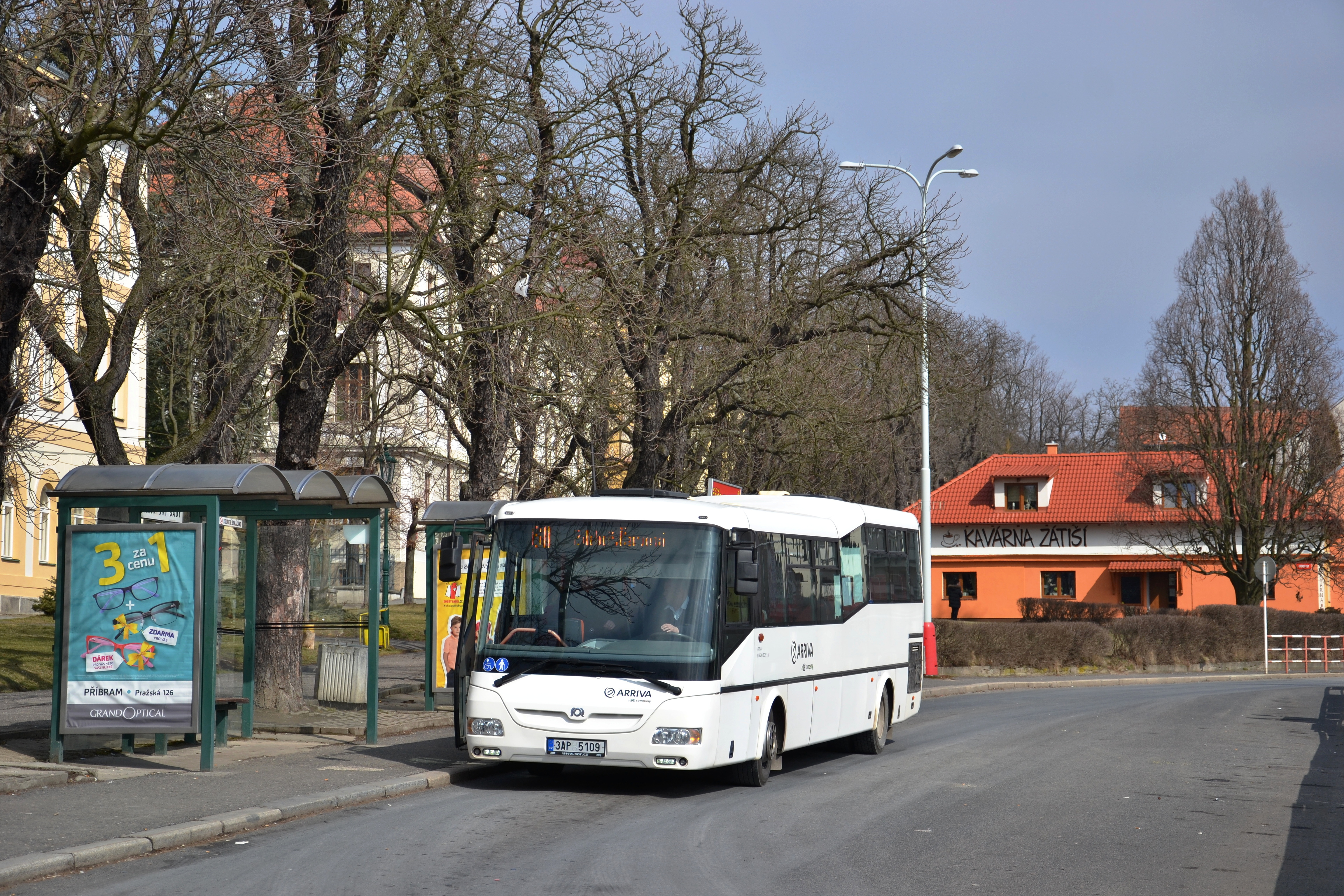
Standardní vozy SOR typické pro městský provoz v Příbrami

V rámci MHD Příbram byla k 9. červnu 2013 zavedena nová sezonní linka 305111 pod označením „turistický vláček města Příbram“. Linka vyjíždí pětkrát denně od 10 do 16 hodin v dvouhodinovém intervalu, poté v 17 hodin) z areálu Svaté Hory na okružní trasu přes centrum města. Tarifně není začleněna do MHD, jednotné jízdné 20 Kč se platí hotově ve vozidle.
Od 10. prosince 2023 byla celá MHD Příbram integrována do systému PID. Linky nově nesou čísla 501–503, 505–508 a 565.

### Dobříš
Dobříš vlastní MHD nemá. V devadesátých letech existovala školní linka provozovaná společností HOTLINER. Poté od 1. září 2008 byla tzv. školní linka, tedy městský ranní školní spoj (z náměstí na Větrník a zpět přes náměstí ke škole) zařazen do režimu veřejné linkové dopravy a připsán do jízdního řádu linky 303057 (dopravce Bosák bus s. r. o.). Pod názvem „školní linka“ se tento spoj dříve objevoval v rozpočtu města.
Na území města je několik zastávek linky PID č. 317, která zde končí. Funkci hromadné dopravy nahrazují meziměstské linky PID 392 a 395, které zajišťují spojení průmyslové zóny a sídliště Větrník s centrem města, tedy  obsluhu zastávek Dobříš,,Větrník; Dobříš,,žel. st.; Dobříš,,Průmyslová zóna.

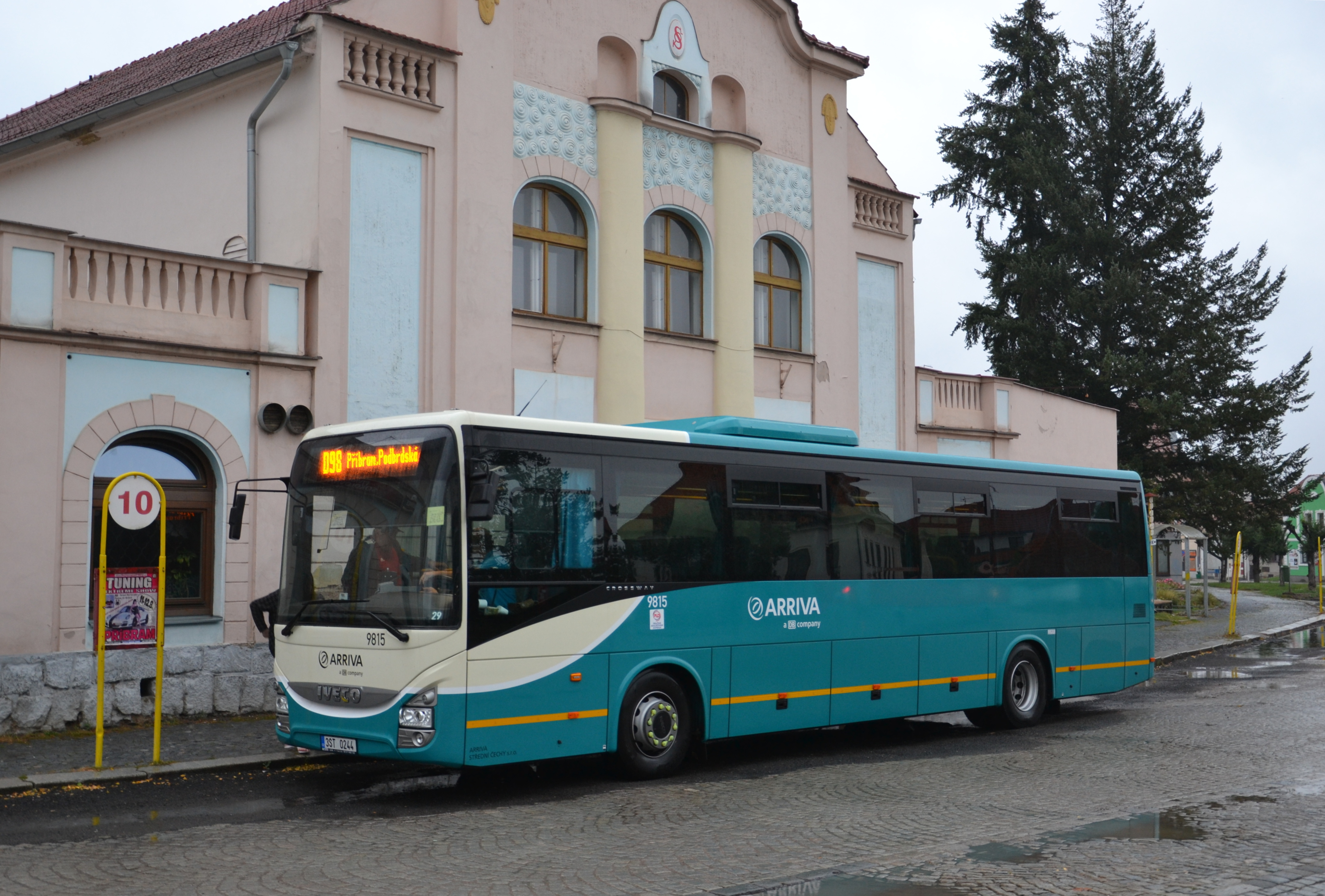
Linka D98 je klíčová pro obsluhu městských částí Dobříše. Na její obsluze se podílí příbramská a dobříšská provozovna dopravce ARRIVA Střední Čechy.

### Sedlčany
V roce 1991/1992 existovala v Sedlčanech okružní linka 19440 za autobusového stanoviště po území města. Neměla status městské dopravy.

## Okres Beroun

### BerounaKrálův Dvůr
Městská doprava Beroun – Králův Dvůr provozovaná ČSAD bývala na přelomu 80. a 90. let vedena pod číslem 12820 a v roce 1991/1992 zahrnovala linky 1 až 10. Koncem období provozu ČSAD měly linky čísla 1–6, v 90. letech dopravce Zdeněk Fedorka-FEDOS zavedl označování linek písmeny, u toho setrval i dopravce PROBO TRANS BEROUN spol. s r. o., který převzal dopravu v roce 2001. Linky jsou značené písmeny A, B, C, H (licenční čísla 215001 až 215004, hypotetické označení v rámci SID je C1 až C4). Linka H (215004) je pokračováním linky 384 Pražské integrované dopravy a vozidla jsou označena jen číslem 384. MHD zasahuje linkou B i do obcí Hýskov a Nižbor, nově i Žloukovice. Od 1. ledna 2005 je celá síť MHD v rámci Integrované dopravy Berounska začleněna do SID.

### Hořovice
Městská linka, zřízená v polovině 90. let, má číslo 210009, v SID označení C09 nebo C9 (do 9. 12. 2006 měla číslo 216123). Jezdí jen v pracovní dny a většina spojů jede od nádraží přes centrum k nemocnici. Od 3. března 2008 je linka plně dotována městem a cestující jsou přepravováni zdarma. Roční náklady jsou 750 000 Kč a zrušením desetikorunového jízdného byla roční dotace zvýšena o 170 000 Kč. Provozovatelem je Probo Trans Beroun s. r. o.
V roce 1991/1992 byla městská doprava Hořovice vedena pod číslem 13300 a zahrnovala linky 1 až 7. Obsluhovala i blízké obce Podluhy, Praskolesy, Rpety a Tlustice, přičemž linka 6 vůbec přes Hořovice nejela. V následujících letech MHD zanikla a zčásti byla nahrazena regionálními linkami. Pozůstatky tehdejší MHD jsou například dnešní linky 210043 (C43) a 210044 (C44).

### Karlštejn
V obci Karlštejn (historicky a dnes městys) jezdily v 70. letech 20. století speciální benzinové autobusy Robur v kabrioletové úpravě (nazývané karlštejnbus) od parkoviště u Berounky na hrad Karlštejn. Autobusy byly tři a byly očíslovány i barevně rozlišeny: červený (č. 3), modrý a zelený. K jízdám měl dopravce (ČSAD KNV Praha, provozovna Beroun-Králův Dvůr) zvláštní povolení. Koncem 70. let prodělaly vozy generální opravu, povolení však nebylo prodlouženo a doprava byla zrušena. Jeden z dochovaných autobusů (červený, č. 3) nyní vlastní soukromí majitelé z Nymburska.

## Okres Rakovník

### Rakovník
Čtyři městské linky mají licenční čísla 310410, 310420, 310430, 310440 a od prosince 2005 zkrácená označení v rámci SID B1 až B4 (B01 až B04). Městská doprava obsluhuje i blízký městys Senomaty a obce Lubná, Lužná, Lišany a Olešná. Provozovatelem je Transdev Střední Čechy s. r. o., podnik vzniklý transformací zdejšího závodu ČSAD. MHD nemá zvláštní tarif, ale běžný tarif v rámci příslušné zóny SID.
V roce 1991/1992 existovala v Rakovníku městská doprava pod číslem 19630 a zahrnovala 4 linky s čísly 19631 až 19634. Před začleněním do SID měly linky status městské dopravy a licenční čísla 315631 až 315634 (zkrácená označení 1 až 4) a MHD měla samostatný tarif. Od 1. září 2005 byly linky přečíslovány, 10. prosince 2006 na nich byl zaveden tarif SID.

## Okres Kladno

### Kladno
První soukromá autobusová linka v Kladně byla zřízena v roce 1924, městské linky byly zavedeny v roce 1949, od roku 1953 pod hlavičkou dopravního podniku, který byl v roce 1962 sloučen do ČSAD Praha. Současným dopravcem je ČSAD MHD Kladno, v provozu je 14 linek PID, na kterých platí jak tarif PID, tak tarif MHD Kladno.

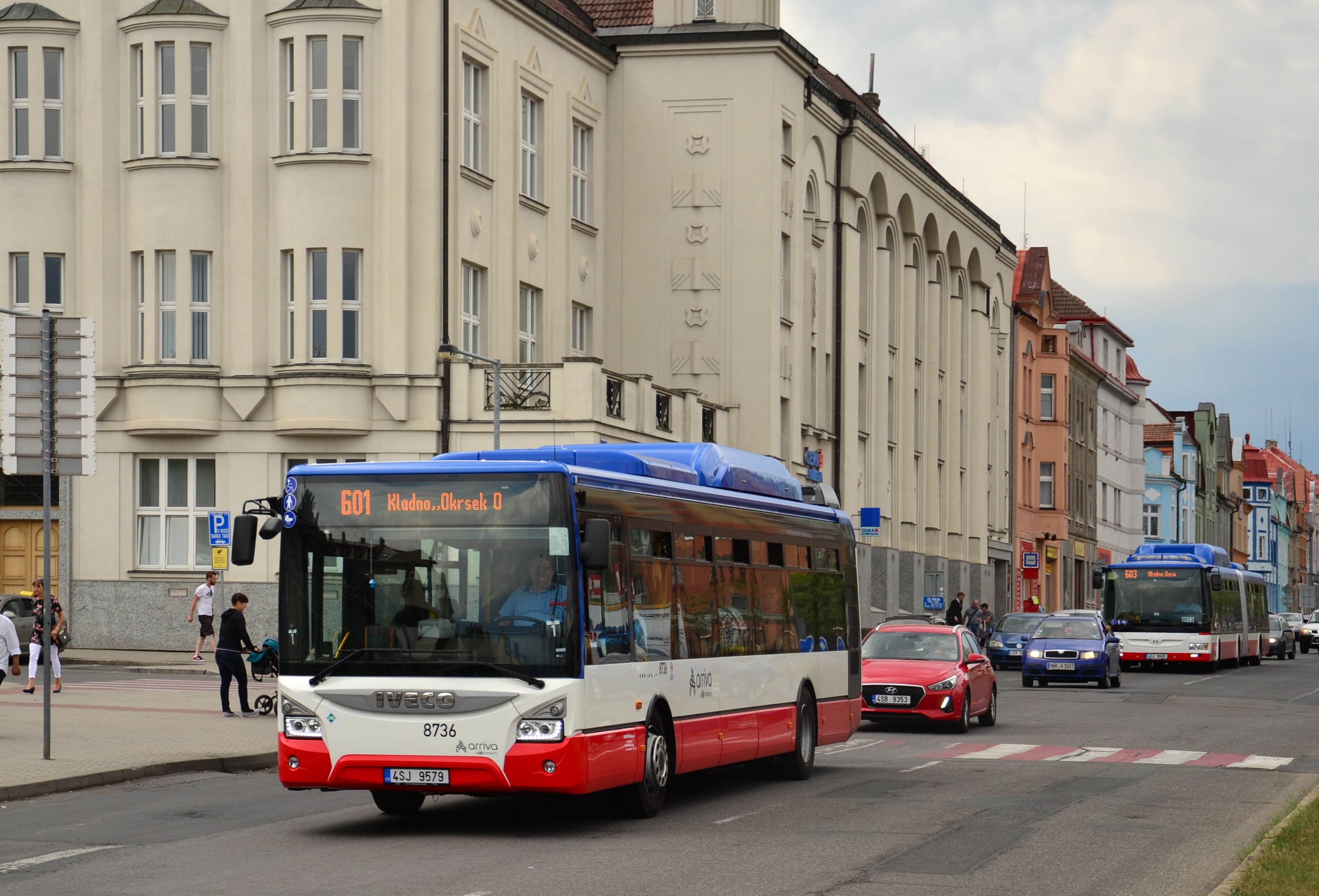
Většina vozů na linkách MHD Kladno je v nátěru PID (červená, bílá, modrá). Jeden takový byl zachycen při průjezdu zastávkou Kladno,Nám.Svobody

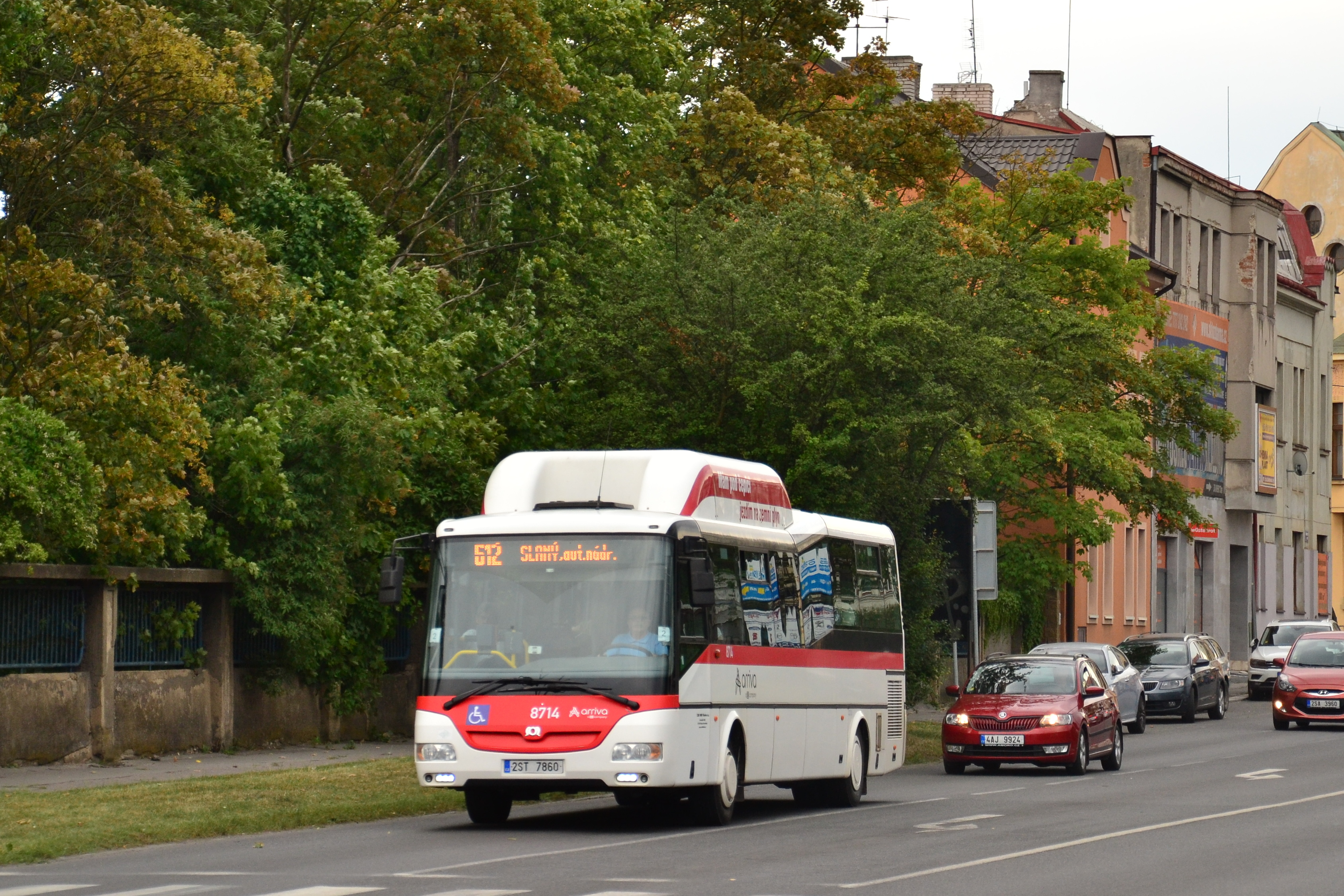
Linka PID 612, jenž po Kladně plní funkci MHD, míří do Slaného

### Slaný
V roce 1991/1992 měla městská doprava Slaný v jízdním řádu ČSAD číslo 14370 a zahrnovala linky 1 až 3. V roce 1992/1993 již byly linky jen dvě. Ve Slaném jezdily dvě linky slánské městské dopravy, 226001 a 226002, někdy i označované i zkráceně čísly 1 a 2. Linka 1 jezdila v pracovní dny zhruba v půlhodinovém až dvouhodinovém intervalu. Druhá z linek představovala pouze jeden školní spoj. Celou MHD obsluhoval jeden autobus, na některé spoje přejížděly ještě autobusy z regionálních linek.
Obě linky provozovala do konce roku 2013 ČSAD Slaný a. s., od roku 2000 součást skupiny ICOM transport. Od 1. ledna 2014 je provozovatelem ČSAD MHD Kladno a.s.
Městské dopravě se zde údajně po kladenském vzoru přezdívá „mandelinka“.[zdroj?]
Po vyhodnocení integrace Slánska do systému PID, která proběhla 24. srpna 2019, zajišťuje MHD po Slaném od listopadu 2020 hlavně linka 324 (Zličín - Slaný, Rabasova).

## Okres Mělník

### Mělník

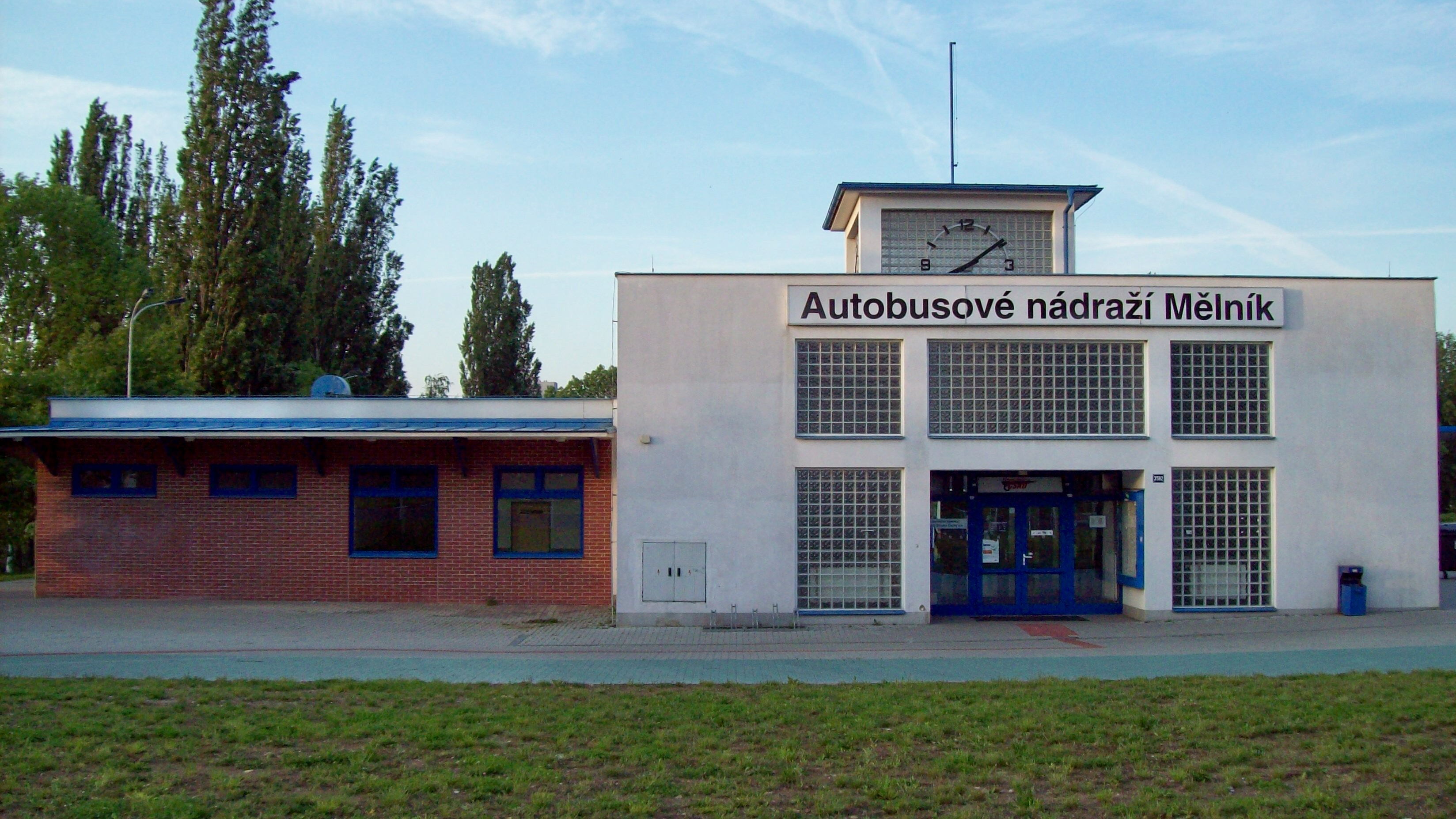
Autobusové nádraží Mělník.

V minulosti městskou dopravu provozoval mělnický dopravní závod ČSAD KNV Praha (koncem 80. let linky 1 až 5 pod číslem 16430), později podnik ČSAD AB Mělník. Jednalo se o
- linku č. 1 z Rousovice přes zastávky Cukrovarská, aut.st., Blata, nádraží ČSD, dále přes Pšovku, určité spoje obsluhovaly dnes neexistující zastávku Mlazice, stáčírna a linka byla ukončena v zastávce Mlazice, Liaz.
- Linka č. 2 byla v trase Slovany (čtvrť Brabčov), Rousovice,aut.st, Podolí, Mlazice a Liběchov.
- Linka č. 3 byla v trase Chloumek,aut.st., některé spoje zajížděly do zastávky nádraží ČSD, přes centrum a dále linka pokračovala do Vrbna přes Hořín. Do 31. 12. 1997 byla pod dopravcem ČSAD-AB provozována i linka č. 3, jeden ranní spoj v úseku Mlazice,ž.z. - Aut. stanoviště - Chloumek a opačný spoj Chloumek - Aut. stanoviště. V úseku Silo až Chloumek jezdily spoje po ulici Kokořínská a jízdní doba byla tímto zásadně zkrácena.
- Linka č. 4 jezdila v úseku Mlazice, ČSAD, Podolí a končila na aut. st.
- Dále byla provozována i linka č. 5, a to v úseku aut.st. - centrum, aut.st jako polookružní linka.

Od 1. ledna 1998 do podzimu 2006 provozoval MHD Mělník autobusový dopravce Bohumil Černý, který jinak linkovou dopravu neprovozoval. První jízdní řády dopravce Bohumila Černého vznikly převzetím jízdních řádů ČSAD-AB, přičemž linka na Chloumek byla na čas změněna na linku č. 1 a linka do Liběchova byla linkou č. 2. Toto však netrvalo dlouho a linky dostaly čísla původních linek ČSAD.

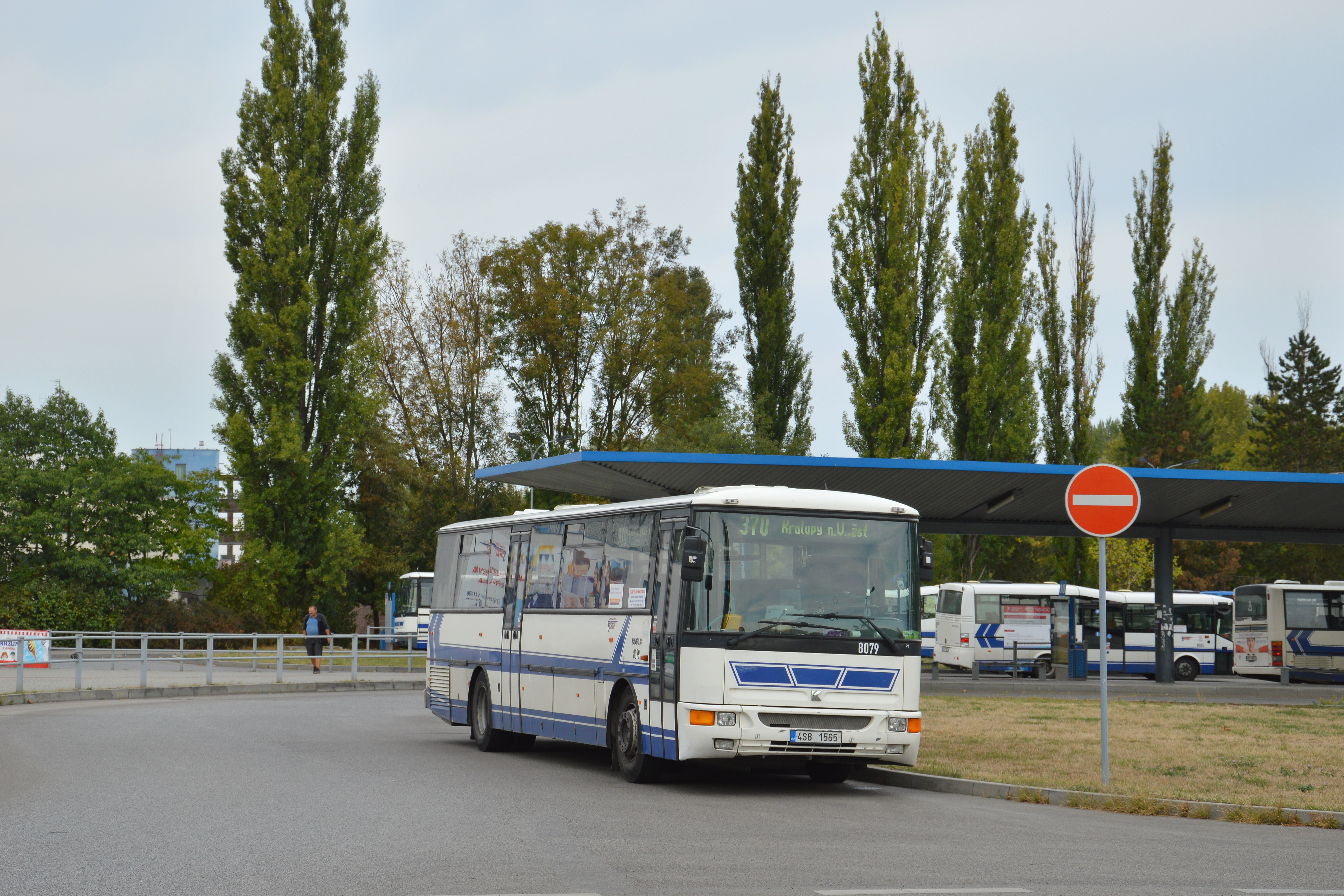
Dominantním dopravcem na Mělnicku je ČSAD Střední Čechy. Jeho linky zajišťují jak linky v rámci MHD Mělník, tak příměstské regionální linky v této oblasti

Na základě výběrového řízení od 1. listopadu 2006 převzala provoz ČSAD Střední Čechy a. s.
Linky 255001 a 255002 byly označeny MHD. Zkrácené označení linek se nepoužívalo. Linky nebyly zahrnuty do PID ani SID. Provozovatelem byla ČSAD Střední Čechy a. s. První linka zasahovala i město Liběchov a osadu Skuhrov obce Velký Borek.
Od 7. dubna 2015 došlo k plnému zapojení celé oblasti do PID. Městské linky 1 a 2 byly přečíslovány na linky PID č. 474 a 475. Hlavní spojení v rámci Mělníka bylo zajištěno také páteřní linkou 369 včetně celotýdenní obsluhy Podolí, Mlazic a Liběchova. Všechny linky PID (349, 369, 470, 471, 472, 474, 475) zajíždějí na autobusové stanoviště.

### Neratovice
Koncem 80. let byly linky MHD ČSAD č. 1 a 2 vedeny pod celostátním číslem 16560.
Městské linky 256001 a 256002 provozoval od roku 1992 Ivan Marinov – NERABUS, později firma NERABUS s. r. o., kterou koupila skupina Veolia Transport Česká republika. Linka 256002 Korycany – Neratovice – Lobkovice byla skutečnou linkou městské dopravy, zatímco jízdní řád linky 256001 Libiš – Neratovice – Kojetice obsahoval především městské úseky spojů regionálních linek spojujících Prahu s Neratovicemi – tyto spoje tedy byly uvedeny v jízdních řádech dvou linek současně. Do tarifu MHD však byly začleněny i městské úseky ostatních spojů NERABUSu. MHD nebyla zařazena do SID ani do PID, ačkoliv linky PID do města zasahovaly. MHD obsluhovala i obec Libiš a zasahovala do obcí Kojetice a Veliká Ves.
Společnost Nerabus měla provozovat od poloviny roku 2009 v městské hromadné dopravě v Neratovicích český prototyp hybridního vodíkového elektrobusu. Společnost Nerabus zanikla fúzí se společnosti Veolia Transport Praha, později přejmenované na Arriva Praha s. r. o.

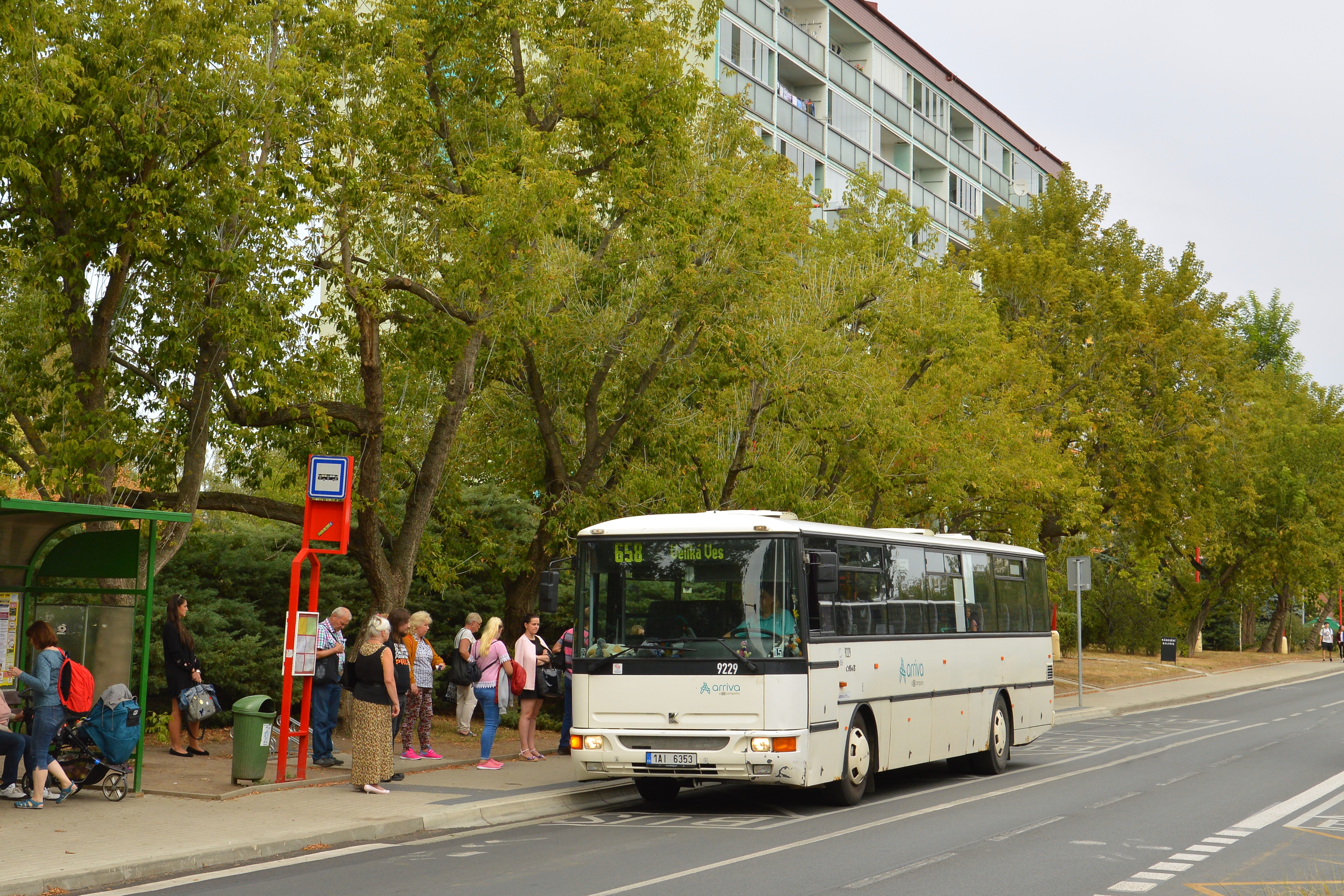
Spojení po Neratovicích zajišťují především místní regionální linky PID

Od 7. dubna 2015 došlo k plnému zapojení celé oblasti do PID. Městská linka č. 2 byla nahrazena linkou 479 (256479), na níž dopravcem zůstala Arriva Praha s. r. o. Městská linka č. 1 byla nahrazena páteřní linkou 348 z Ládví přes Neratovice, Libiš a Obříství do Kozárovic. Obsluhu jednotlivých částí Neratovic zajišťují též linky PID č. 349 a 369, 471, 473, 476, 351, 418 a vlaková linka S23.

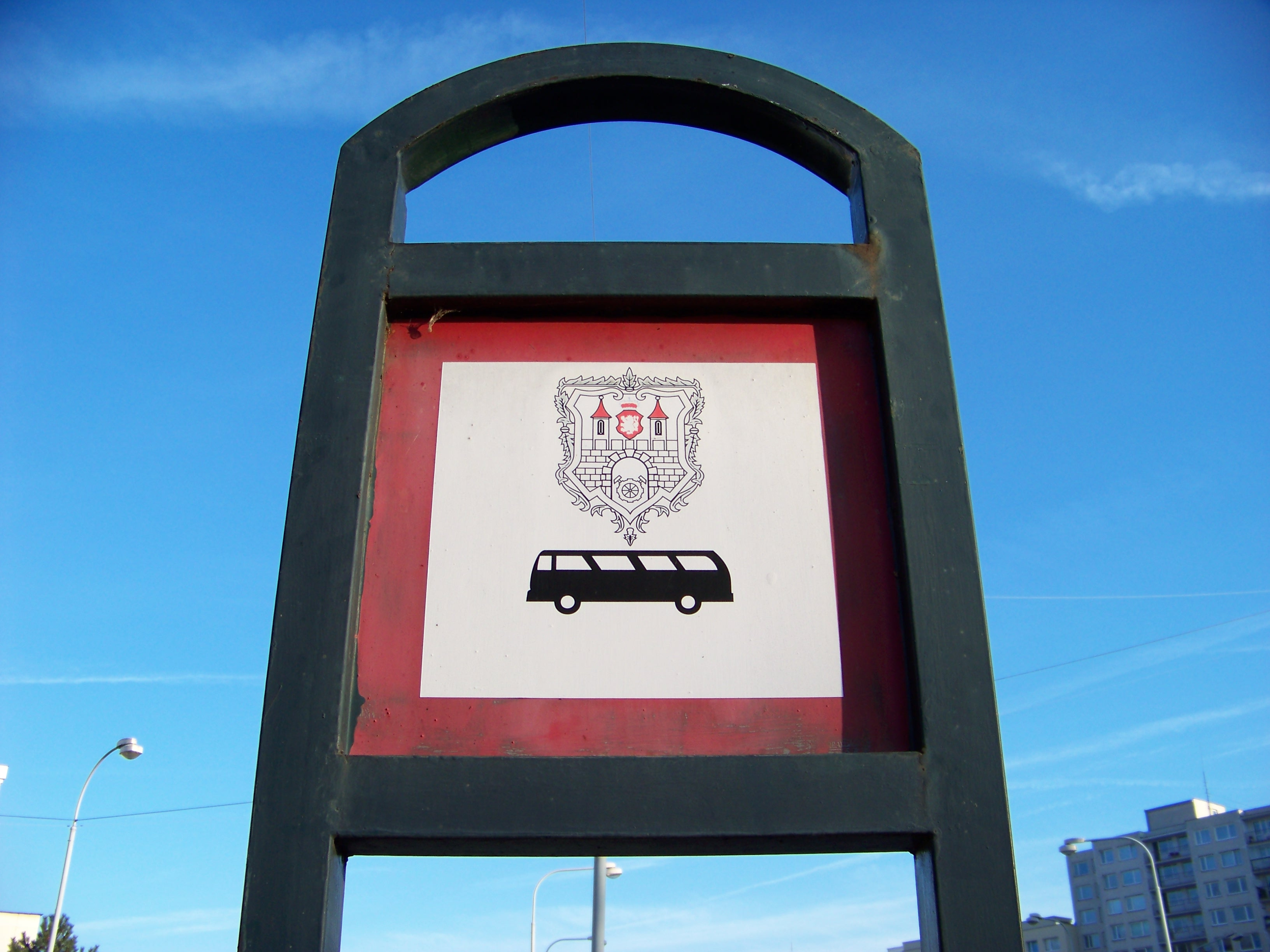
Typické označení zastávky MHD v Kralupech

### Kralupy nad Vltavou

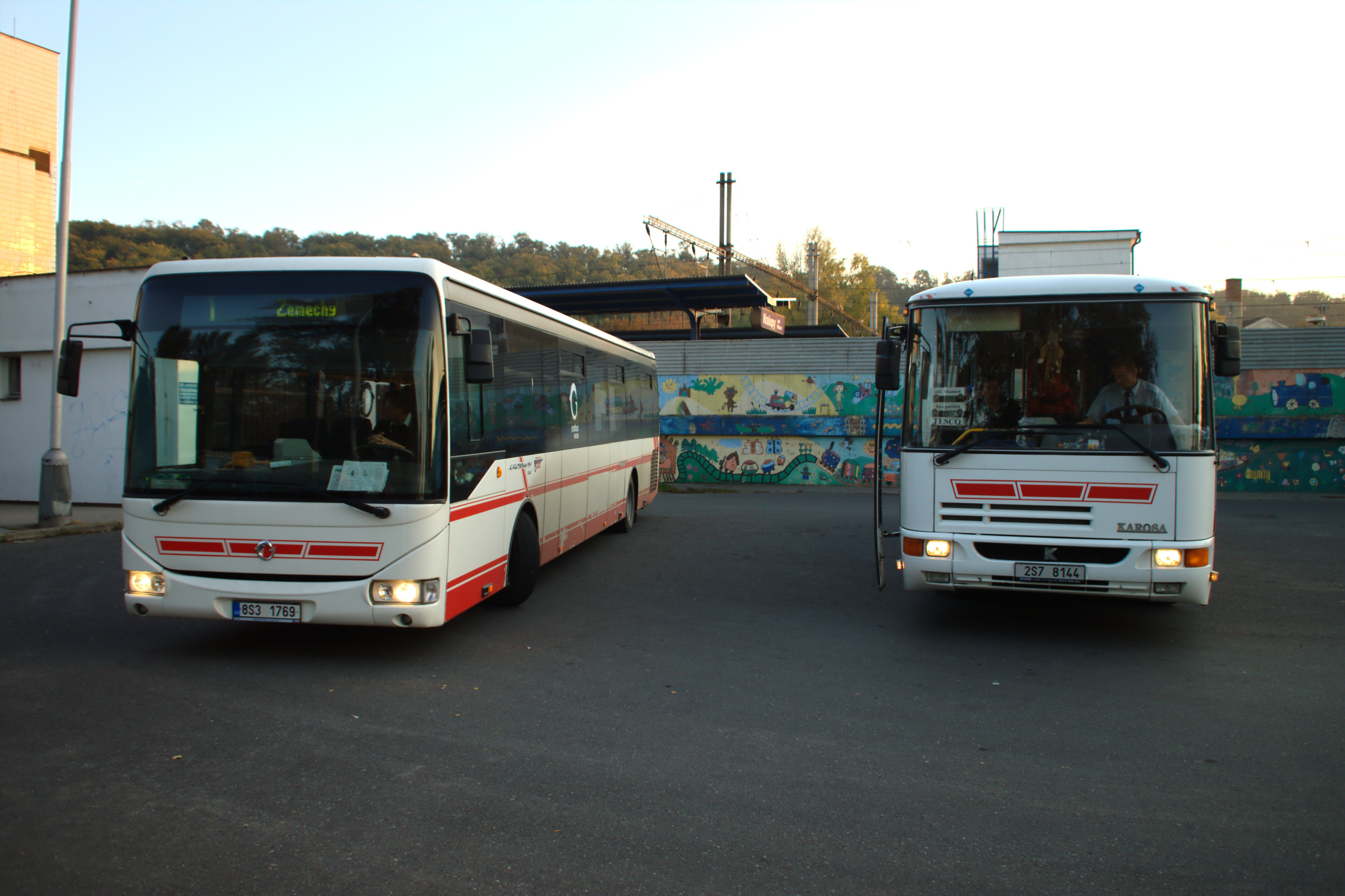
Autobusy MHD v centrálním uzlu na ploše u vlakového nádraží v Kralupech n. Vltavou

V minulosti zdejší linky MHD provozoval kralupský dopravní závod 109 podniku ČSAD KNV Praha (koncem 80. let linky 1 až 4 pod číslem 16520), ČSAD-AB Mělník, JUDr. Jan Hofmann a po něm je převzal podnik ČSAD Střední Čechy s. r. o., od září 2007 a. s.
Linky 257101 a 257102 byly označeny MD Kralupy nad Vltavou. Zkrácené označení se většinou nepoužívá. Městské linky nebyly zahrnuty do PID ani SID, přestože oba tyto systémy do města svými linkami zasahovaly. Provozovatelem je ČSAD Střední Čechy a. s. Linka 257102 jezdila i přes obec Nelahozeves a některé víkendové spoje i přes město Veltrusy.
Od 1. ledna 2016 byly stávající linky MHD č. 1 a 2 zaintegrovány do PID a přečíslovány na linky č. 457 a 458.

## Okres Mladá Boleslav

### Mladá Boleslav/Kosmonosy

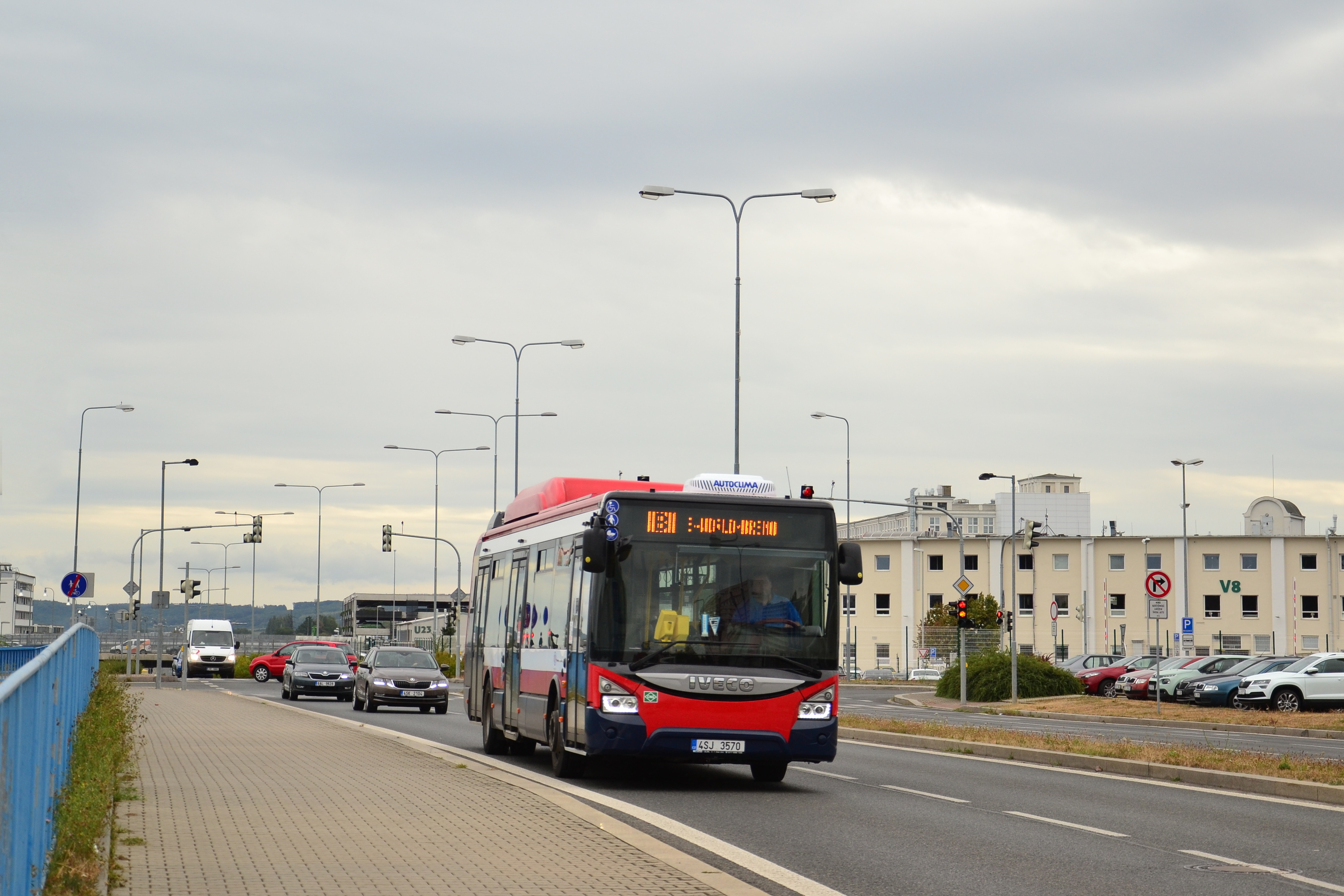
Třídou Ludvíka Kalmy a Volkharda Kohlera projíždí linka B

Městskou hromadnou dopravu zavedl místní závod ČSAD 1. dubna 1959, v roce 1991/1992 provozoval pod celostátním číslem 17200 síť MHD s linkami 1 až 14. V 90. let se transformoval do společnosti Seco Trans. Koncem 80. let byla připravována výstavba trolejbusové sítě, k realizaci však nedošlo. Od 1. října 1997 převzal MHD nový, městský Dopravní podnik Mladá Boleslav, s. r. o. a zavedl nové linkové vedení s dvojcifernými čísly linek, kde první cifra označuje základní přepravní směr. Po různých proměnách linkového vedení byly v roce 2008 tři z linek přeměněny v páteřní s označením A, B a C. Městský dopravce zajišťuje i speciální městské linky (nákupní linka OC1, hokejová linka H). V různých obdobích boleslavská MHD obsluhovala či obsluhuje i další blízké obce či sousední město Kosmonosy, které v letech 1974–1991 bylo součástí Mladé Boleslavi. Krátce platil v MHD i zónový systém, a to pouze kvůli obci Luštěnice. Licenční čísla linek MHD začínají trojčíslím 265.

### Kněžmost
Místní dopravu v bývalém městysi Kněžmostě provozoval v minulosti podnik ČSAD a zůstala i podniku SECO Trans, vzniklému transformací kosmonoského dopravního závodu ČSAD. Vzhledem ke vzrůstajícím finančním požadavkům dopravce si obec založila v únoru 1998 vlastní Dopravní podnik Kněžmost, s. r. o., a převzala místní dopravu. Linky 260621 – 260628 byly zpočátku v jízdních řádech označeny zkráceným označením (1 až 8), nyní (2008) již je linek jen 7. Výhradně po vesnicích, které jsou součástí obce Kněžmost, jezdí pouze polookružní linky 1 a 4, ostatní linky jsou regionální meziměstské (linka 6 je jako "hnědá linka" cyklobusu součástí projektu turistických autobusů Českého ráje).
Dopravu zajišťují dvě vozidla, Ford Champion a IVECO, v případě poruchy některého z nich si dopravce půjčuje mikrobus nebo dodávkový automobil od firmy IVECO. Začátkem června 2007 obec zakoupila nový autobus SOR C9.5.

### Benátky nad Jizerou
Benátky nemají vlastní MHD. V roce 1991/1992 existovala linka ČSAD Mladá Boleslav č. 16923 z náměstí 17. listopadu na Husovo náměstí. Za místní dopravu se i dnes někdy označuje několik spojů na lince 260010 Mladá Boleslav – Benátky nad Jizerou, které jedou jen v trase mezi autobusovým stanovištěm a Husovým náměstím v Benátkách. Dopravcem je TRANSCENTRUM bus s. r. o. Souběžně jezdí mnoho dalších linek.

### Bělá pod Bezdězem
V roce 1991/1992 existovala linka ČSAD Mladá Boleslav č. 17531 od ČSAD k náměstí. Téměř výhradně po území města je dnes vedena linka 260530 dopravce TRANSCENTRUM bus s. r. o., jedinou zastávkou mimo město je Ralsko, Kuřívody.

## Okres Nymburk

### Nymburk

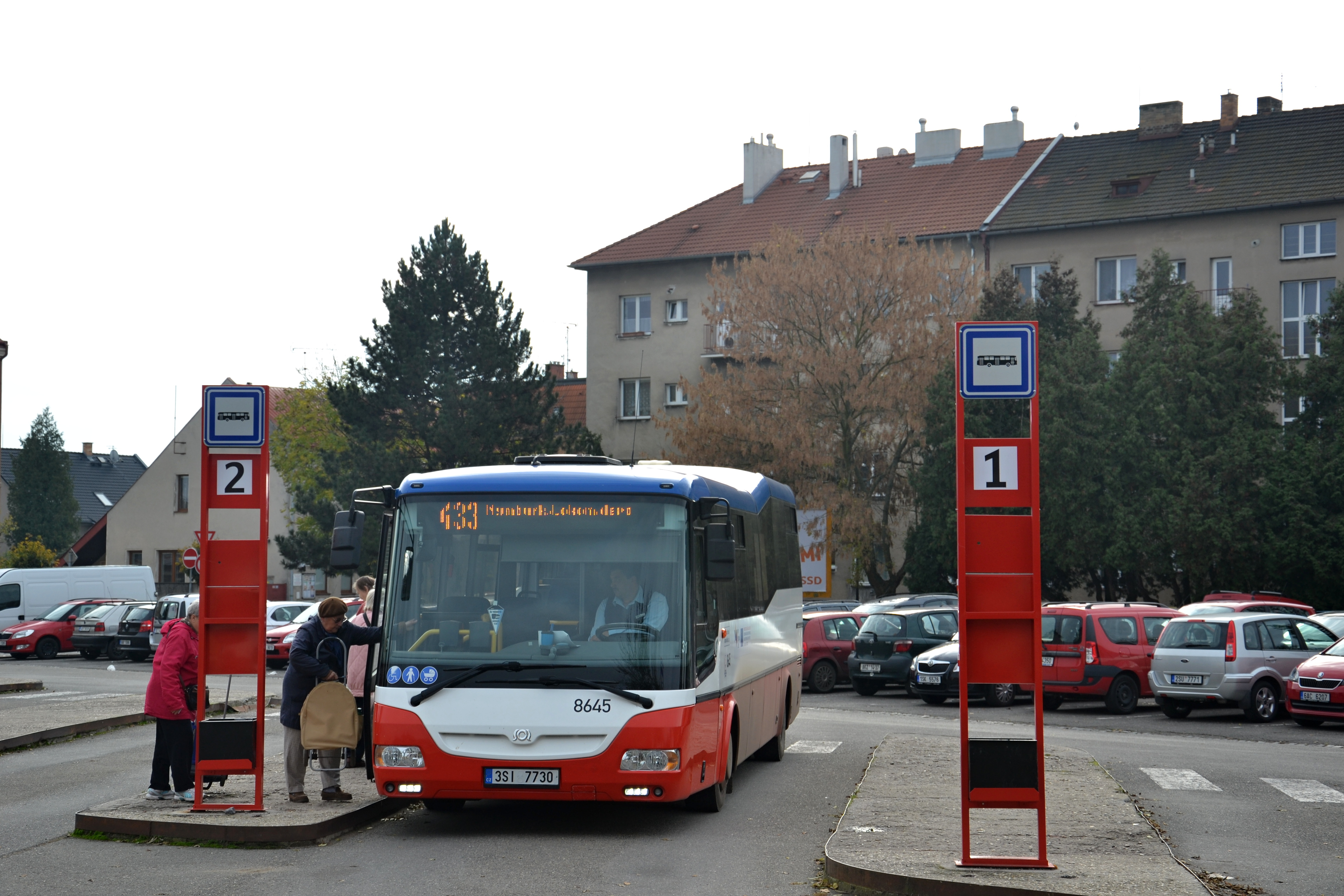
Linka 433 byla zachycena v zastávce Nymburk,Hl.n.

V roce 1991/1992 měla MHD ČSAD Nymburk číslo 18020 a zahrnovala linku č. 1 s koncovými zastávkami Fruta, sklad – Lokomotivní depo. Městskou autobusovou linku provozoval dopravce ČSAP s. r. o. (dříve PROhealth s. r. o., předtím ČSAD Nymburk), od 6. května 2007 ji převzal dopravce Okresní autobusová doprava Kolín s. r. o. (obě společnosti od roku 2002 vlastní Ing. Alois Koutek). V rámci šesticiferného číslování získala městská číslo 270985, k 9. prosinci 2012 byla i formálně změněna na městskou linku a přečíslována na 275001. Byla v provozu jen v pracovní dny do 16 hodin. Nebyla zahrnuta do SID ani do PID. Platí na ní speciální tarif MHD, předplatní jízdenky neexistují.
26. 3. 2017 je linka MHD zrušena a nahrazena prodlouženou linkou PID 433 (Pečky – Nymburk) a novou linkou PID 434 (Benátky nad Jizerou – Nymburk).

### Poděbrady
Od 60. let jezdila v Poděbradech městská autobusová linka. Ještě v roce 1991/1992 provozovalo ČSAD Nymburk pod číslem 18270 v Poděbradech linku č. 1 městské dopravy s koncovými zastávkami Sídliště – Přední Lhota, hřiště. V roce 1992/1993 již v krajském jízdním řádu nebyla uvedena.
Od 1. září 2002 zahájila městskou dopravu na třech linkách firma SDS Poděbrady s. r. o. Město odmítlo se na ní finančně podílet a jízdné pokrývalo jen asi třetinu nákladů, proto 30. června 2003 měl být provoz ukončen, avšak nakonec zůstalo ještě nějakou dobu zachováno na všech linkách několik školních spojů.
Od roku 2003 provozuje SDS Poděbrady s. r. o. po městě vyhlídkový silniční vláček s kapacitou 36 osob, a to na turistické lince Park u zdymadla – Čábelna – U kempu – U golfového hřiště – Soutok Labe s Cidlinou. Jezdí v letní sezoně každé odpoledne za pěkného počasí s hodinovým intervalem. Doprava vláčkem není uvedena v systému IDOS a pravděpodobně není licencována jako silniční linková doprava.

### Milovice
MHD v pravém smyslu Milovice nemají. Od 1. září 2005 byla zavedena linka 270831 od nádraží v Lysé nad Labem k nádraží do Milovic, která v Milovicích MHD nahrazovala, byla označována jako „místní doprava Milovice“ a město se na ní přímo finančně podílelo. Dopravcem byla původně společnost ČSAP Nymburk. Od 6. listopadu 2005 bylo na lince 270831 zavedeno pro všechny spoje ze zast. Milovice, žel.st. povinné vyčkávání na vlak do deseti minut.
Od 6. května 2007 byly dosavadní zdejší linky ČSAP Nymburk nahrazeny linkami SID a přečíslovány ze stávajícího čísla 270831 na nové číslo 270054 (H54) a z čísla 270830 na nové číslo 270051 (H51), současně je od zanikajícího dopravce ČSAP Nymburk převzala společnost Okresní autobusová doprava Kolín s. r. o. Linka H51 byla výrazně posílena od 15. června 2008, posilové spoje navazující na vlak byly přidány od 13. prosince 2009. Víkendová polookružní linka SID H48 (270048) byla zavedena od 15. června 2008. V období od 1. února 2011 do 3. dubna 2011 byl víkendový provoz linky H48 razantně omezen. Linka H51 jezdí v první polovině roku 2012 od nádraží v Lysé do Milovic v ranní špičce v intervalu 15 minut, přes den 30 minut (mezi špičkami jezdí část spojů ve zkrácené trase od nádraží v Milovicích k Telecomu, vybrané spoje převedené z linky H52 pokračují až do Strak). Linka H48 jezdí ve dvouhodinovém intervalu o sobotách a nedělích. Dopravcem na obou linkách je Okresní autobusová doprava Kolín s. r. o.
Od 15. prosince 2002 byla železniční Trať 231 z Prahy do Lysé nad Labem a Trať 232 z Lysé nad Labem do Milovic plně začleněna do PID. V únoru 2006 zveřejnily České dráhy návrh budoucího linkového vedení, v němž zamýšlená linka ze stanice Milovice letiště přes Prahu do Strančic měla číslo S21. V prosinci 2008 byla zřízena železniční linka Esko Praha S22 z Lysé nad Labem do Milovic. Od 13. prosince 2009 byly zavedeny přímé vlakové spoje linky Esko Praha S20 z Prahy do Milovic v rámci PID a od 12. prosince 2010 byla linka S22 sloučena s linkou S20.
9. prosince 2009 byla na Amatérských stránkách města Milovic zveřejněna petice požadující mimo jiné začlenit místní autobusové linky 270051 (H51) a 270048 (H48) do systému PID. Petice byla poskytována k podpisu ve dvou restauracích v Milovicích a v prodejně Pragomodel v Praze.
Od 10. června 2012 je zavedena linka Pražské integrované dopravy č. 432 v trase od nádraží v Milovících do zastávky Milovice, Topolová. Linka jezdí v pracovních dnech cca od 5 do 20 hodin. Dopravcem je rovněž Okresní autobusová doprava Kolín s. r. o. Současně s jejím zavedením byly zrušeny krátké (městské) spoje na lince SID H51.

## Okres Kolín

### Kolín
Před 14. zářím 2005 bylo v MHD pouze 6 linek s čísly 1–6, poté 9 autobusových linek s čísly 1-8 a 10, licenční čísla byla z řady 235001 až 235010. 
Od 1. září 2006 je MHD Kolín začleněna do SID. 1. září 2009 byla MHD v Kolíně reorganizována. Městskou hromadnou dopravu od té doby tvořilo 15 autobusových linek s čísly 1-12, 22, 30, 33, na hlavních linkách byla zavedena taktová doprava. Pro licenční čísla byl zvolen ojedinělý systém, kdy jeden směr linek měla čísla z řady 235001 až 235033 a opačný směr linek odpovídající čísla z řady 235501 až 235533. Z hlediska licencí bylo tedy ve městě 30 městských autobusových linek.
Od března 2011 byly z důvodu ekonomického opatření zrušeny málo vytížené linky 7 a 8, směřující do automobilky TPCA. Nahradilo je upravení linek číslo 6, 9 a 10. V roce 2012 byla zrušena linka 33 a omezeny spoje všech linek do automobilky TPCA.
Od té doby bylo v Kolíně 12 městských autobusových linek: 1, 2, 3, 4, 5, 6, 9, 10, 12, 13, 22, 30. 
V roce 2018 byla zrušena linka 12, zastávka Zibohlavy byla začleněna do linky 1.
Od 1. února 2025 došlo ke změně v organizaci MHD, kterou v tento rok zajišťuje společnost OAD Kolín.
Linkové vedení v Kolíně tvoří:
- Kmenové linky 1, 2, 3, 4 – v provozu celoročně v pracovních dnech v pravidelném intervalu 15 nebo 30 minut
- Linky 5, 8 a 9 jedoucí pouze v pracovní dny – obsluhují území mimo působnost kmenových linek (Polepy, Veltruby atd.) a mají nepravidelný interval.
- Linka 6 zajišťuje obsluhu průmyslové zóny Kolín-Ovčáry. Interval spojů je nepravidelný, resp. přizpůsobený začátku a konci pracovních směny firem TPCA, Gefca, IR a TTESA-GMCZ
- Linka 7 spojuje sídliště U Vodárny k Modrému bodu a po Jaselské ulici směrem na nádraží a odtud do  PZKO Toyota a nově vzniklých zastávek PZKO Nippon a PZKO Toyota Tsusho v zadní části průmyslové zóny.
- Linka 10 zajišťuje spojení mezi nákupním centrem Tesco, autobusovým a železničním nádražím a Sendražicemi.
- Linka 13 obsluhuje trasu mezi Karlovým náměstím, ulicemi Jateční, zastávkami Na Magistrále, Vinice a zpět na náměstí.
- Linka 22 jede ze Štítar, přes zastávky Masarykova, Družstevní dům, nádraží do stanice Šťáralka.
- Linka 30 vede v trase U vodárny - Masarykova - Polepská-nádraží - Třídvorská -Zimní stadion.[26]

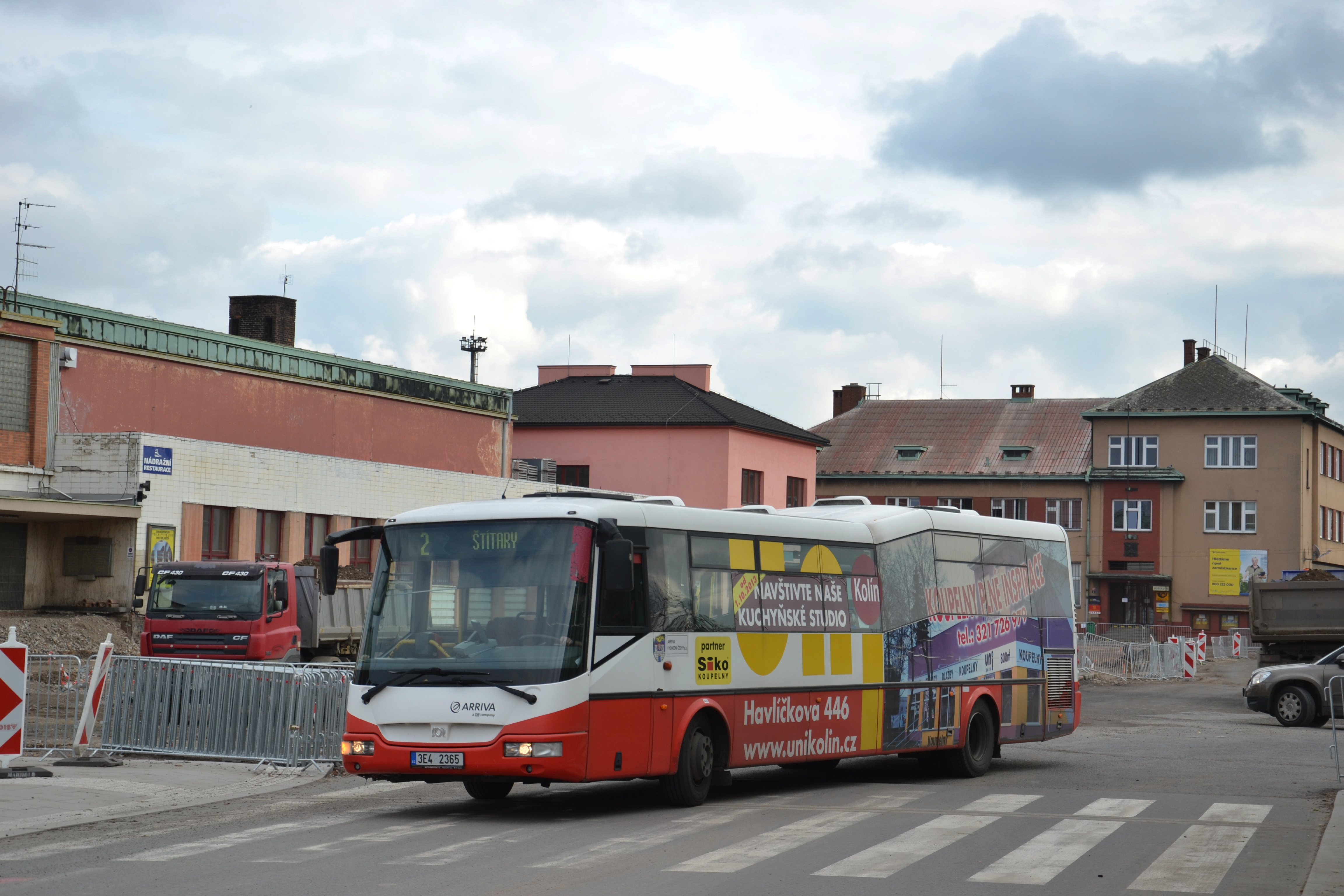
Linka MHD Kolín 2 právě projíždí kolem budoucího kolínského terminálu

Městská hromadná doprava existovala v Kolíně už za První republiky, od počátku 50. let ji provozoval zdejší závod ČSAD. V roce 1991/1992 měla v krajském jízdním řádu číslo 14550 a zahrnovala linky 1 až 5. V první polovině 90. let (pravděpodobně od 1. dubna 1993 do konce září 1995) provozovala MHD soukromá firma AJKA, jíž však město v roce 1995 smlouvu vypovědělo, z důvodu nespolehlivosti a špatného stavu autobusů (nezřídka byly vypravovány určené pro zájezdovou dopravu, např. 30 let starý autobus Karosa ŠD 11), a založilo vlastní dopravní podnik. Městský dopravní podnik Městská autobusová doprava Kolín, s. r. o. (MAD Kolín s. r. o.) začal MHD provozovat od 1. října 1995. Od 12. září 2005 se jeho novým dominantním vlastníkem stala CONNEX Východní Čechy a. s., která 95 % podílu koupila od města Kolína, zbylých 5 % město prodalo Connexu 23. února 2007. Od 1. července 2008 společnost zanikla fúzí se svým vlastníkem, který se přejmenoval na Veolia Transport Východní Čechy a. s. V roce 2013 podobný způsobem společnost změnila název na současný Arriva Východní Čechy. V roce 2025 autobusovou dopravu zajišťovala společnost Okresní autobusová doprava Kolín s r.o.
Cena jízdného byla globální. Jízdenku šly koupit u řidiče, platily na konkrétní spoj. Plnocenná stála 14 Kč, poloviční (dětská / studentská) 7 Kč. Novinkou od roku 2016 byla možnost zakoupení přestupní jízdenky, která platila pro všechny linky MHD po dobu 45 min.
Od roku 2023 je celá síť MAD Kolín bezplatná.

## Okres Kutná Hora

### Kutná Hora

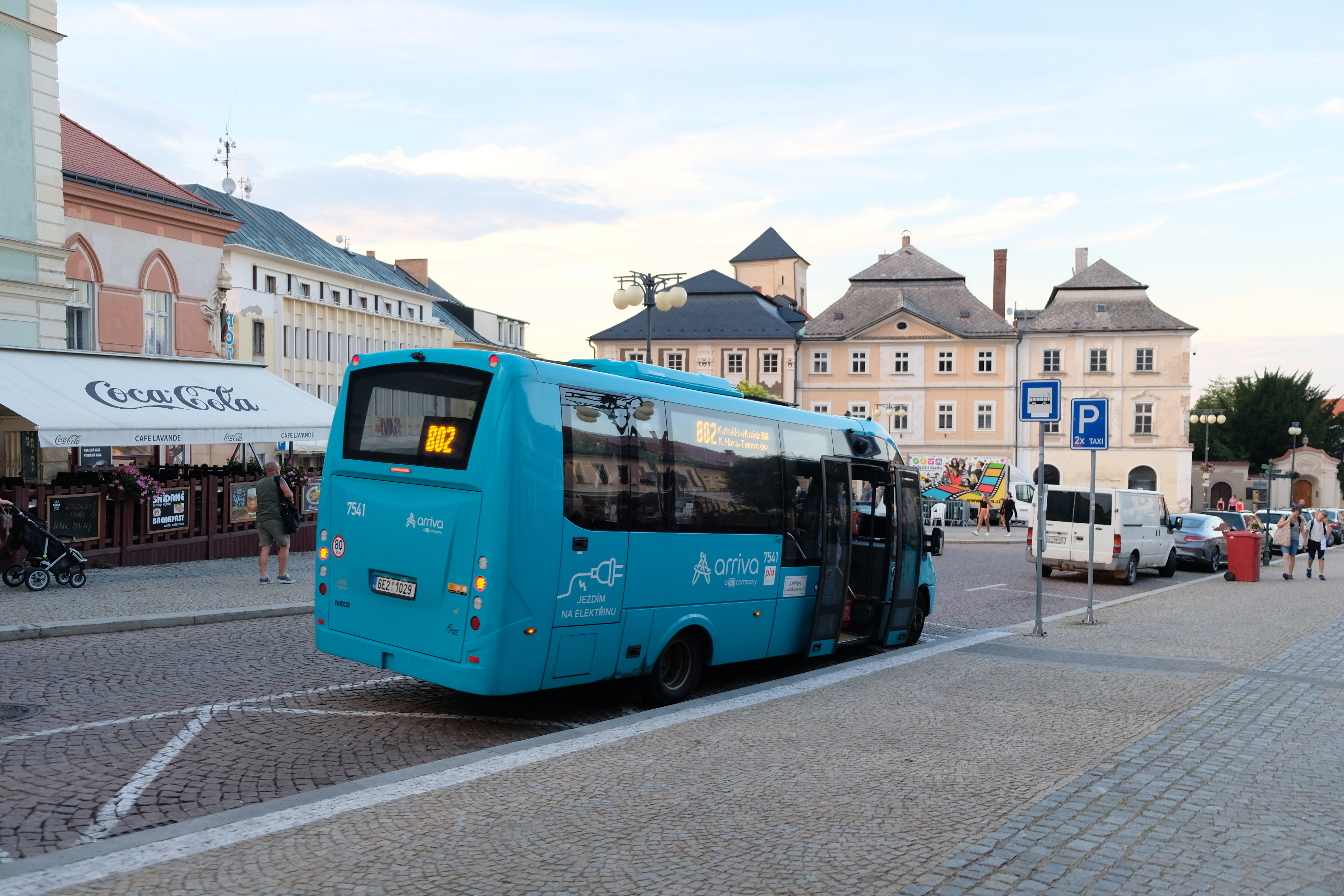
Centrem Kutné Hory projíždí ve 30minutovém intervalu linka PID 802.

Od 1. srpna 2021 je MHD v Kutné Hoře součástí Pražské integrované dopravy. Páteř tvoří linky 801 a 803, která bude v roce 2025 zrušena a plně nahrazena prodlouženou linkou 801. Linky jezdí ve vzájemné prokladu (každých 15 minut) mezi hlavním nádražím, sídlištěm Šipší, historickým centrem a Žižkovem. Další linky na území města jsou 381, 481, 533, 705, 707, 782, 783, 784, 785, 786, 788 a 805 (objednávané Stč. krajem). Novým smluvním dopravcem prodloužené linky 801 (objednávané městem) je od 1. dubna 2025 spol. Lutan. Provoz bude dopravce zajišťovat až do 30.11.2034. V rámci tarifu PID platí na území města kromě běžného jízdného PID i přestupní jízdenka za 20 Kč s platností 30 minut (součást tarifu PID), a to na všech autobusových linkách PID.
Obsluhu na linkách 801 a 803 zajišťují 3 elektrobusy SOR EBN 11 a 2 elektrobusy Rošero First FCLEI.
Stav platný do října 2019:
Městská doprava má 6 linek, s čísly 1–6 (v rámci SID F01 až F06). Linka 6 je takzvaný Touristbus od nádraží k chrámu svaté Barbory, který jezdí jen v letní sezóně a neplatí na ní běžný tarif MHD, jízdné v roce 2005 bylo 15 Kč, v roce 2008 již 30 Kč. Licenční čísla linek jsou z řady 245001 až 245006. Provozovatelem je Veolia Transport Východní Čechy a. s. (dříve Connex Východní Čechy a. s., předtím Autobusy CZ Chrudim a. s., předtím ČSAD Kutná Hora). Obsluhu běžných linek MHD zajišťují tři vozidla, čtvrtý autobus je vyhrazen pro linku 6. Od 17. července 2005 byla MHD Kutná Hora začleněna do nově vzniklé SID na Kutnohorsku.
V roce 1991/1992 byla městská doprava Kutná Hora v krajském jízdním řádu vedena pod číslem 15500 a zahrnovala linky 15501 až 15505.

### Čáslav
Od 12. června 2022 je město Čáslav plně začleněno do Pražské integrované dopravy. Stávající linky MHD F31 a F32 byly zrušeny a nahrazeny linkou 743.
Stav platný do června 2022:
Nová, obousměrná okružní linka MHD byla zavedena 1. září 2005. Provozovatelem je Veolia Transport Východní Čechy a. s. (dříve Connex Východní Čechy a. s.). Vozidla jsou označena nápisem MHD ČÁSLAV a popisem trasy. Licenční označení linky bylo 245040 a v rámci SID byla označena F40. Od 10. prosince 2006 byly směry původní linky rozděleny na navzájem protisměrné samostatné okružní linky 245031 (F31) a 245032 (F32). Spoje jsou provozovány v taktovém intervalu a jednotné trase. MHD je financována v rámci SID, město na provoz speciálně nepřispívá a jeho paušální příspěvek na regionální dopravu se zavedením městské linky nezvýšil.
V roce 1989/1990 a 1991/1992 měla linka městské dopravy ČSAD číslo 16140, později údajně licenční číslo začínalo trojčíslím 246 a ještě v první polovině 90. let byla MHD zrušena. Například kolem roku 2003 až do roku 2005 jezdil v režii městského úřadu pouze od jara do podzimu každou druhou sobotu jeden odpolední pár spojů přibližně v trase původní linky MHD, od nemocnice ke hřbitovu. Na informačních letácích byla nazvána „městská autobusová doprava na hřbitov“.